# Groupe Lapeyre
Pour les articles homonymes, voir Lapeyre.
 (octobre 2013).
Lapeyre, anciennement Menuiseries Lapeyre, est une entreprise française fondée en 1931 par l'ingénieur Martial Lapeyre, spécialisée dans la fabrication et la commercialisation de menuiseries (portes, fenêtres, escaliers, placards, portails, clôtures), ainsi que d'autres matériaux et fournitures pour l’aménagement de la maison, en particulier la salle de bain et la cuisine. La société emploie 3 600 salariés dans 133 magasins.

## Histoire

### Création
En 1926, Martial Lapeyre qui vient d'être diplômé ingénieur de l'École spéciale des travaux publics de Paris, rejoint la société de son père spécialisée dans la récupération et la réparation de matériaux de construction.
L'année 1931 marque la naissance du groupe par la création de la SARL Lapeyre & ses Fils, l’entreprise de menuiserie est alors spécialisée dans la fabrication des fenêtres et des portes dont elle propose une gamme avec 70 000 dimensions standardisées référencées qu'elle commercialise dans des dépôts, sans en assurer la pose. L'innovation majeure de l'entreprise de menuiseries Lapeyre est le lancement du catalogue Lapeyre en 1939 avec des grilles de prix fixes permettant aux clients de connaître facilement le prix de chaque article dans chaque dimension. C’est un des tout premiers catalogues de présentation de menuiseries disponibles avec leur prix. C'est aussi le premier à avoir proposé des placards de cuisine sous forme modulaire.
Martial Lapeyre avait su concilier plusieurs objectifs : 
- proposer des menuiseries économiques et de bonne qualité pour la rénovation ou l'auto-construction dans l'habitat familial ;
- conserver les formes et les modes d'assemblages traditionnels de la menuiserie française avec une production industrielle et des dimensions standardisées ;
- offrir les mêmes conditions de prix fixes aux particuliers qu'aux entreprises en ne faisant pas ou peu de ristournes (10 % au maximum) ;
- ne pas utiliser les bois du tiers-monde (bois exotique), mais les ressources locales du pays. Pour cela, il met au point un procédé de fabrication de « bois abouté »  permettant d'utiliser des très petits modules de chêne et de les assembler sous presse pour faire des menuiseries en bois nobles à faible prix.

### Achat par Poliet et Saint-Gobain
Le groupe Menuiserie Lapeyre est acheté en 1975 par le groupe Poliet, lui-même racheté en 1996 par le groupe Saint-Gobain qui en fait une entreprise mondiale de distribution commerciale pour les particuliers de menuiseries et de matériaux pour la cuisine, les salles de bains (carrelages, sanitaires, électroménager, plomberie).
Implanté à l'origine dans les pays francophones comme la France, la Belgique et la Suisse, le groupe s'est étendu en Roumanie et au Brésil.
Le 4 juillet 2019 la présidence est confié à François Rollet.

### Achat par Mutares
En septembre 2019, Saint-Gobain met en vente sa filiale déficitaire Lapeyre. Selon les informations d'Europe 1, les syndicats n'ont été informés que le 25 de ce mois, au moment du lancement du processus de vente,,,,.
En mars 2020 deux candidats à la reprise sont retenus, Equinox Industries et Mutares, des fonds d'investissement spécialisés dans le retournement d'entreprises. En novembre 2020, Saint-Gobain annonce la vente de Lapeyre à Mutares, de manière déficitaire, en payant 245 millions d'euros pour assurer la restructuration de Lapeyre.
En octobre 2020, Saint-Gobain annonce la vente de K par K, filiale qui emploie un millier de personnes, aux dirigeants de K par K, pour un montant non dévoilé,. 
Le 23 décembre 2020, un communiqué des représentants syndicaux de Lapeyre alerte sur la possibilité de la suppression de 933 emplois d'ici à l'horizon 2023. 19 magasins et 5 usines de production seraient également concernés par ces chiffres qui n'ont pas été démentis par la direction. Début janvier 2021, le chiffre présenté par la direction pour son projet de restructuration est abaissé à 733 suppressions d'emplois.
En août 2021, le groupe Cevital (conglomérat algérien) et le groupe Verdoso (spécialiste des investissements industriels) ont répondu à la sollicitation des salariés en présentant au tribunal de commerce une offre commune. Les employés et l'intersyndicale – composée de la CGT, la CFE-CGC, la FO et la CFTC – ont alors proposé ces repreneurs alternatifs, qui offrent de maintenir « l'intégralité des sites de production », la création de 49 emplois en distribution et l'apport de 25 millions d'euros dès la cession,,.
Le tribunal de commerce valide le 1er juin 2021 la reprise de Lapeyre par le fond allemand Mutares. Le plan de redressement prévoit la fermeture en 2022 de quatre des dix usines françaises et 19 magasins soit une réduction de 714 emplois.

## Filiales et marques

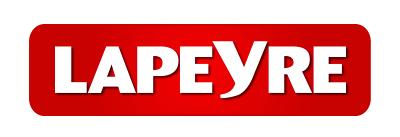
Logo de la marque Lapeyre de 2009 à 2017

Le Groupe Lapeyre est devenu un groupe commercial international présent dans trois pays avec des enseignes différentes.
En France, le groupe a racheté les sociétés concurrentes : le fabricant de menuiseries en PVC K par K, revendu en 2020, le fabricant de menuiseries GIMM, Menuiseries Françaises, Technifen et Wehr PVC. Au Brésil, le groupe possède Telhanorte.
Enfin en Pologne, il possédait Okfens jusqu'en mars 2009 et l'annonce de la liquidation de cette filiale de production de fenêtres.

### 1. Lapeyre et GME sanitaire
L'enseigne d'origine « Menuiseries Lapeyre », qui est devenue « Lapeyre la maison » lors de sa fusion avec l'entreprise GME spécialiste sanitaires, s'est développée en France, Belgique et Suisse. En 2009, son nom s'est simplifié en « Lapeyre ». L'enseigne d'aménagement durable de la maison en menuiseries (intérieures et extérieures), cuisines, salles de bains et sols, compte 130 points de vente en France, DOM-TOM et Suisse.

### 2.K par K
(sortie du groupe depuis septembre 2019)
Créée en 1989, l'enseigne K par K est spécialisée dans la rénovation sur mesure des fenêtres, volets et portes et comporte 125 agences, 16 sites techniques et 2 centres d’appels en France.

### 3.Telhanorte(pt)
Enseigne brésilienne d'aménagement de la maison, Telhanorte, spécialisée dans le sanitaire-carrelage, est divisée, sous 37 magasins en Telhanorte Pro (pour les professionnels), Telhanorte Conceito (Architectes et décorateurs) et Telhanorte (particuliers).

### 4. Gam
Réseau de vente de 2 enseignes, Gimm et Les Menuiseries Françaises sont spécialisées dans la commercialisation de fenêtres, volets, portes et d’escaliers à destination des artisans, maîtres d'œuvre, constructeurs de maisons individuelles et négociants en matériaux.
En 2018 Gam dont le siège est à Cours-la-ville a réalisé un chiffre d'affaires de 71 millions d'euros, enregistré une perte de 7 millions d'euros. Gam emploie 112 salariés.

## Organisation et productions
Le groupe fabrique ou transforme la quasi-totalité des produits vendus dans les magasins Lapeyre[réf. nécessaire]. L'activité de production comprend 11 usines en France.
Cinq des usines du Groupe Lapeyre sont certifiées ISO 14001 et trois sites labellisés Risque Hautement Protégés (accordé par les compagnies d'assurances). Le groupe a participé à la création de la première filière industrielle française de valorisation des menuiseries en fin de vie,, en partenariat avec Saint-Gobain Glass France et Paprec. Certaines fenêtres bois sont certifiées NF et « CAPITAL BOIS » (délivrée par l'institut technologique FCBA).

## Résultats financiers
|                         | 2014 | 2015 | 2016 | 2017 | 2018  |
| ----------------------- | ---- | ---- | ---- | ---- | ----- |
| Chiffre d'affaires      | 628  | 590  | 559  | 567  | 577   |
| Résultat d'exploitation | + 4  | - 13 | - 24 | - 28 | - 201 |
| Résultat net            | - 35 | - 79 | - 58 | - 68 | - 390 |

## Communication
Passé du statut d'entreprise familiale avec un projet fort de démocratiser une production à la fois traditionnelle, locale et de qualité auprès d'un public de bricoleurs et d'artisans informés par un catalogue faisant une description dessinée, à la fois précise et concise, de tous les produits, à celui de groupe international dirigé par des managers formés dans des écoles de commerce, Lapeyre a adopté une stratégie marketing de croissance multinationale et une communication publicitaire de pure notoriété, de plus en plus indépendante des produits.
En mars 2009, onze ans après avoir délaissé le fameux slogan publicitaire inventé par Thierry Ardisson et son agence Business en 1987, le groupe communique de nouveau à travers le célèbre : « Lapeyre, y’en a pas deux ! ». Cette renaissance est appuyée en 2010 par une campagne radio dans laquelle Élie Semoun prête sa voix. L'année suivante, Anne Roumanoff prend le relais suivie de Jean-Luc Reichmann. En 2014, Lapeyre signe un partenariat avec le chef Frédéric Anton et propose une cuisine en inox "anti-trace" au même nom.